# Czwarty rząd Izraela
Czwarty rząd Izraela – rząd Izraela, sformowany 24 grudnia 1952, którego premierem został Dawid Ben Gurion z Mapai. Rząd został powołany przez nową koalicję mającą większość w Knesecie II kadencji, po upadku poprzedniego rządu Ben Guriona. Funkcjonował do 26 stycznia 1954, kiedy to – po rezygnacji Ben Guriona – powstał rząd premiera Moszego Szareta.